# Carno (mitología)
Carno o Carneo (griego antiguo: Κάρνος; latín: Carnus, Carneus o Carneius), en la mitología griega, era un vidente de Acarnania, instruido en el arte de la adivinación por Apolo. Algunos alegan que Carno era amigo y amante del propio Apolo.
Pausanias nos dice que todos los dorios tienen la costumbre de venerar a Apolo Carneo desde Carno, de estirpe acarnania, que era adivino inspirado por Apolo. Cuando Hípotes, hijo de Filante, dio muerte a este Carno, la cólera de Apolo cayó sobre el campamento de los dorios, e Hípotes fue al exilio a causa del asesinato, y desde entonces es costumbre entre los dorios propiciarse al adivino acarnanio. Pero éste no es el Carneo Ecetas de los lacedemonios, sino el honrado en casa del adivino Crío, cuando todavía los aqueos poseían Esparta.
Praxila representa en sus versos a Carneo como hijo de Europa y de Zeus, y como los que lo criaron a Apolo y Leto. También se cuenta otra leyenda sobre él: que en el Ida troyano los griegos cortaron unos cornejos que habían crecido en el bosque sagrado de Apolo para la construcción del caballo de madera, y cuando se enteraron de que el dios estaba encolerizado con ellos, lo propiciaron con sacrificios y dieron a Apolo el sobrenombre de Carneo por los cornejos, poniendo detrás la letra “ro” según la costumbre antigua.
En otra obra aparece el mismo personaje pero no se lo cita por el nombre. Sucedió que en Naupacto también cayó la desgracia sobre el ejército: al aparecer un adivino que, poseído por el dios, pronunciaba oráculos, lo consideraron un mago enviado por los peloponesios para ruina del ejército, y entonces Hípotes, hijo de Filante, hijo de Antíoco, hijo de Heracles, lo mató arrojándole la jabalina.